# Hoplobunus zullinii
Hoplobunus zullinii is een hooiwagen uit de familie Stygnopsidae.